# Fungiacyathus margaretae
Espèce
Statut CITES
Fungiacyathus margaretae est une espèce de coraux appartenant à la famille des Fungiacyathidae.